# أخبار المراقسة وأشعارهم
أخبار المراقسة وأشعارهم في الجاهلية وصدر الإسلام كتاب من تأليف حسن السندوبي، جمع فيه مَن تسمى بامرئ القيس، ممن له خبر مأثور، أو شعر مروي مذكور. في الجاهلية أو في صدر الإسلام. وقد أنشأ المؤلف هذا الكتاب لما رآه من اختلاف الرواة في نسبة بعض الأشعار إلى امرئ القيس بن حجر، أو عزوها إلى غيره ممن شاركه في هذا الاسم. وقد أحصى المؤلف ثمانية وعشرين علما ممن تسموا بامرئ القيس وقال (وقد يكون فيهم المكرر، لاختلاف النسب إلى الآباء تارة، وإلى الأجداد أخرى، مما يختلط فيه الرواة. وألحقه بكتابه (شرح ديوان امرئ القيس). يتكون الكتاب من (146) صفحة ويحتوي على (28) ترجمة لمن تسموا بامرئ القيس. وهو بهذا استقصى من تسمى بامرئ القيس وذكر ما وقف له من أشعارهم وأخبارهم.